# Louis Chaudet
Pour les articles homonymes, voir Chaudet.
Louis Chaudet est un réalisateur et scénariste américain, né le 20 mars 1884 à Manhattan (Kansas), mort le 10 mai 1965 à Burbank (Californie).
Il est inhumé au Hollywood Forever Cemetery à Hollywood.

## Filmographie

### Comme réalisateur
- 1915 : Can You Beat It?
- 1915 : Beached and Bleached
- 1916 : The Battle of Chili Con Carne
- 1916 : Broke But Ambitious
- 1916 : The Terrible Turk
- 1916 : The Boy from the Gilded East
- 1916 : Nobody Guilty
- 1916 : A Silly Sultan
- 1916 : Model 46
- 1916 : With the Spirit's Help
- 1916 : When the Spirits Fell
- 1916 : Almost Guilty
- 1916 : His Own Nemesis
- 1916 : The Barfly
- 1916 : Love and a Liar
- 1916 : A Political Tramp
- 1916 : Knights of a Bathtub
- 1916 : How Do You Feel?
- 1916 : The White Turkey
- 1916 : Pass the Prunes
- 1916 : Two Small Town Romeos
- 1916 : It Sounded Like a Kiss
- 1916 : Pretty Baby
- 1917 : Practice What You Preach
- 1917 : One Thousand Miles an Hour
- 1917 : Treat 'Em Rough
- 1917 : A Macaroni Sleuth
- 1917 : Why, Uncle !
- 1917 : His Wife's Relatives
- 1917 : A Hasty Hazing
- 1917 : Down Went the Key
- 1917 : A Million in Sight
- 1917 : A Bundle of Trouble
- 1917 : Some Specimens
- 1917 : When the Cat's Away
- 1917 : Shot in the West
- 1917 : Mixed Matrimony
- 1917 : Under the Bed
- 1917 : Follow the Tracks
- 1917 : The Home Wreckers
- 1917 : What a Clue Will Do
- 1917 : The Lost Appetite
- 1917 : To Oblige a Vampire
- 1917 : Moving Day
- 1917 : Tell Morgan's Girl
- 1917 : A Young Patriot
- 1917 : Burglar by Request
- 1917 : To Be or Not to Be Married
- 1917 : Poor Peter Pious
- 1917 : A Dark Deed
- 1917 : Seeing Things
- 1917 : Follow the Girl
- 1917 : The Rushin' Dancers
- 1917 : The Winning Pair
- 1917 : Looking 'Em Over
- 1917 : The Edge of the Law
- 1917 : Pete, the Prowler
- 1917 : Society's Driftwood
- 1918 : The Finger of Justice (en)
- 1918 : The Girl of My Dreams
- 1919 : Hoop-La
- 1919 : The Long Lane's Turning
- 1919 : The Love Call
- 1919 : The Blue Bonnet
- 1920 : Common Sense
- 1922 : Fools of Fortune
- 1922 : The Kingfisher's Roost
- 1923 : Defying Destiny
- 1925 : A Man of Nerve
- 1926 : Fighting Jack
- 1926 : Lightning Bill
- 1926 : Eyes Right!
- 1926 : In the Tentacles of the North
- 1926 : A Captain's Courage
- 1927 : Speeding Hoofs
- 1928 : Outcast Souls
- 1929 : The Devil Bear

### Comme scénariste
- 1920 : Common Sense
- 1922 : The Kingfisher's Roost